# Sulfacétamide
Le sulfacétamide est un antibiotique de type sulfamide.

## Usage médical
Est utilisé pour traiter la conjonctivite bactérienne, l'acné et la dermatite séborrhéique,. Bien qu'il ait été utilisé pour le trachome, des antibiotiques par voie orale sont également nécessaires. Il est appliqué sur la peau ou utilisé sous forme de collyre ou de pommade oculaire,.

## Effets secondaires
Les effets secondaires courants comprennent l’irritation et les picotements; d'autres effets secondaires peuvent inclure des réactions allergiques. Une utilisation prolongée peut augmenter le risque d'infection fongique. Il s'agit d'un sulfamide.

## Histoire
Le sulfacétamide a été approuvé pour un usage médical aux États-Unis en 1946. Aux États-Unis, un flacon de 15 ml de collyre coûte environ 20 dollars américain, tandis qu'un flacon de 118 ml de lotion pour la peau coûte environ 50 dollars américain  à partir de 2021.